# Allograpta rediviva
Allograpta rediviva är en tvåvingeart som först beskrevs av Mario Bezzi 1915.  Allograpta rediviva ingår i släktet Allograpta och familjen blomflugor. Inga underarter finns listade i Catalogue of Life.